# Avedøre Monarchs 2019
Questa voce raccoglie le informazioni riguardanti gli Avedøre Monarchs nelle competizioni ufficiali della stagione 2019.

## Danmarksserien 2019

### Prima fase
| Næstved 22 aprile 2019, ore 14:00 4ª giornata | Næstved Vikings | 6 – 52 referto | Avedøre Monarchs | SJSI Vikings |

| Hvidovre 5 maggio 2019, ore 14:00 6ª giornata | Avedøre Monarchs | 36 – 0 referto | Køge Marines | Hvidovre Gymnasium |

| Hvidovre 12 maggio 2019, ore 14:00 7ª giornata | Avedøre Monarchs | 36 – 6 referto | Næstved Vikings | Hvidovre Gymnasium |

| Slagelse 25 maggio 2019, ore 14:00 9ª giornata | Slagelse Wolfpack | 0 – 52 referto | Avedøre Monarchs | Nordhallen |

| Køge 10 giugno 2019, ore 14:00 12ª giornata | Køge Marines | 20 – 26 referto | Avedøre Monarchs | Rishøjhallen |

| Hvidovre 30 giugno 2019, ore 14:00 15ª giornata | Avedøre Monarchs | 50 – 0 (a tavolino) referto | Næstved Vikings | Hvidovre Gymnasium |

### Seconda fase
| Horsens 10 agosto 2019, ore 14:00 Turno 1 | Horsens Stallions | 0 – 50 referto | Avedøre Monarchs | Dagnæs Stadion |

| Hvidovre 24 agosto 2019, ore 14:00 Turno 3 | Avedøre Monarchs | 44 – 14 referto | Randers Rednex | Hvidovre Gymnasium |

| Herning 31 agosto 2019, ore 14:00 Turno 4 | Herning Hawks | 0 – 50 (a tavolino) referto | Avedøre Monarchs | Herning Atletikstadion |

| Hvidovre 14 settembre 2019, ore 14:00 Turno 6 | Avedøre Monarchs | 50 – 0 (a tavolino) referto | Aarhus Tigers II | Hvidovre Gymnasium |

### Playoff
| Slagelse 28 settembre 2019, ore 18:00 Elming Bowl | Avedøre Monarchs | 54 – 14 referto | Randers Rednex | Harboe Arena Slagelse |

## Statistiche di squadra
| Competizione | %Vittorie | In casa | In casa | In casa | In casa | In casa | In casa | In trasferta | In trasferta | In trasferta | In trasferta | In trasferta | In trasferta | Totale | Totale | Totale | Totale | Totale | Totale |
| Competizione | %Vittorie | G       | V       | N       | P       | Pf      | Ps      | G            | V            | N            | P            | Pf           | Ps           | G      | V      | N      | P      | Pf     | Ps     |
| ------------ | --------- | ------- | ------- | ------- | ------- | ------- | ------- | ------------ | ------------ | ------------ | ------------ | ------------ | ------------ | ------ | ------ | ------ | ------ | ------ | ------ |
| Prima fase   | 1.000     | 3       | 3       | 0       | 0       | 122     | 6       | 3            | 3            | 0            | 0            | 130          | 26           | 6      | 6      | 0      | 0      | 252    | 32     |
| Seconda fase | 1.000     | 2       | 2       | 0       | 0       | 94      | 14      | 2            | 2            | 0            | 0            | 100          | 0            | 4      | 4      | 0      | 0      | 194    | 14     |
| Playoff      | 1.000     | 1       | 1       | 0       | 0       | 54      | 14      | 0            | 0            | 0            | 0            | 0            | 0            | 1      | 1      | 0      | 0      | 54     | 14     |
| Totale       | 1.000     | 6       | 6       | 0       | 0       | 270     | 34      | 5            | 5            | 0            | 0            | 230          | 26           | 11     | 11     | 0      | 0      | 500    | 60     |